# Mohamed Kharbouch
Mohamed Kharbouch (22 gennaio 1977) è un ex calciatore marocchino, di ruolo centrocampista.

## Carriera

### Club
Ha sempre giocato nel campionato marocchino.

### Nazionale
Con la Nazionale marocchina ha partecipato alle Olimpiadi del 2000.